# Neuneinhalb
neuneinhalb ist ein speziell für Kinder und Jugendliche entwickeltes Reportermagazin, das jeden Samstag um 08:20 Uhr auf Das Erste ausgestrahlt wird und in den Landesrundfunkanstalten wiederholt wird.

## Konzept
Neuneinhalb bereitet aktuelle, politische, wirtschaftliche und gesellschaftliche Informationen verständlich und unterhaltsam auf. Im Mittelpunkt jeder Sendung wird ein Thema, das in der jeweiligen Woche für Aufmerksamkeit sorgt, vertiefend behandelt. In der Regel handelt es sich um Reportagen, die in erklärenden Teilen durch virtuelle Studiotechnik, inszenierte Stücke und eine moderne, collagenhafte Formensprache in Bild und Sound ergänzt werden und das Format kennzeichnen.
Ursprünglich wurden Nachrichtenmeldungen aus der tagesschau als Grundlage genommen. Es wurde ein Ausschnitt der Erwachsenennachrichten gezeigt und mit Hilfe der virtuellen Technik unterbrochen. Die Moderatorin ging in das angehaltene Bild und fragte, was sie in der Meldung nicht verstanden hat oder was es überhaupt bedeutet. Doch zunehmend wurde das Themenspektrum verbreitet und Tagesaktualität in den Hintergrund gestellt.
Bei weitreichenden Ereignissen wie beispielsweise dem Tsunami in Japan, wird unter dem Label neuneinhalb aktuell eine Brennpunkt ähnliche Sendung produziert. Der Name der Sendung „neuneinhalb“ begründet sich aus der Länge der Sendung. Moderiert wird die Sendung im Wechsel von Luam Kessette, Tessniem Kadiri, Robert Meyer, Jana Forkel, Mona Ameziane und Gesa Dankwerth. Bis Anfang 2008 moderierte bereits schonmal Gesa Dankwerth die Sendung und wurde von Anja Backhaus vertreten. Zu den Moderatoren zählten in der Vergangenheit auch Malin Büttner (März 2008 bis Dezember 2016), Johannes Büchs (Mai 2009 bis Oktober 2017) und Siham El-Maimouni (bis Dezember 2021).

## Besonderheiten
Seit dem 14. April 2007 wurde eine eigene Internetseite von neuneinhalb zur Verfügung gestellt. Seitdem sind Kinder und Jugendliche auch aufgerufen, eigene Nachrichten zu produzieren, um Nachwuchsreporter zu werden. Die besten Beiträge zeigt neuneinhalb dann in seinen Ausgaben. Die Internetseite zur Sendung war im Oktober 2007 Finalist beim Japan Prize des größten japanischen Fernsehsenders NHK und erhielt 2008 den „City of Karlsruhe Prize“ für das beste Multimedia Bildungsprodukt beim internationalen Basel Karlsruhe Forum. Im gleichen Jahr war die Seite beim Grimme Online Award nominiert. Seit dem 28. April 2007 präsentiert sich das Nachrichtenmagazin auch in einem neuen Design und im Breitbildformat 16:9.

## Preise und Auszeichnungen
Das Kindernachrichten-Magazin erhielt 2011 den Journalistenpreis der Deutschen Gesellschaft für Ernährung und den Journalistenpreis der Volksbanken und Raiffeisenbanken in Rheinland und Westfalen, 2010 den Goldenen Spatzen, 2009 dem Medienpreis der deutschen AIDS-Stiftung, den PSD-Journalistenpreis der PSD Bankengruppe für eine Sendung über die Finanzkrise und mit einer Sendung zu den Folgen der Palmölproduktion den Director Prize beim 26. Agrofilm-Festival in Nitra. 2008 erhielt die Sendung den Ernst-Schneider-Preis für vorbildlichen Wirtschaftsjournalismus für eine Sendung zum Thema Urheberrecht, den Preis für Educational Programmes beim Science Film Festival des Goethe-Instituts Bangkok, eine Förderauszeichnung beim Juliane-Bartel-Preis (niedersächsischer FrauenMedienpreis) und wurde beim 25. Agrofilm-Festival in Nitra von der internationalen Jury mit dem Preis des Umweltministeriums der Slowakei für eine Folge zum Thema Wasser ausgezeichnet. 2007 erhielt die Sendung beim Chicago International Children’s Film Festival den ersten Preis für eine Spezialausgabe der Sendung zum Thema Nahostkonflikt sowie eine lobende Erwähnung beim Civis-Medienpreis und dem renommierten Robert-Geisendörfer-Preis. Bereits 2006 wurde neuneinhalb für die Spezialausgabe zum Nahostkonflikt mit dem Emil der Programmzeitschrift TV Spielfilm für gutes Kinderfernsehen ausgezeichnet. Zwei Jahre zuvor erhielt eine Ausgabe der Sendung den Marler Fernsehpreis für Menschenrechte von amnesty international.